# Interlands Faeröers voetbalelftal 1988-1989
Deze pagina toont een chronologisch en gedetailleerd overzicht van de interlands die het Faeröers voetbalelftal heeft gespeeld in de periode 1988 – 1989. De eilandengroep speelde tal van officieuze interlands, tot 24 augustus 1988, toen onder leiding van de IJslandse bondscoach Páll Guðlaugsson de eerste officiële interland werd gespeeld (tegen diens vaderland IJsland).

## Interlands

### 1988
|                                                                  |                   |       |         |                                                                                 |
| 24 augustus Vriendschappelijk № 1 «onderlinge duels» 18:30 (UTC) | IJsland           | 1 – 0 | Faeröer | Akranesvöllur, Akranes Toeschouwers: 400 Scheidsrechter: Sveinn Sveinsson (ISL) |
| 24 augustus Vriendschappelijk № 1 «onderlinge duels» 18:30 (UTC) | Ómar Torfason 32' |       |         | Akranesvöllur, Akranes Toeschouwers: 400 Scheidsrechter: Sveinn Sveinsson (ISL) |

### 1989
|                                                                 |                   |       |        |                                                                                               |
| 14 april Vriendschappelijk № 2 «onderlinge duels» 18:30 (UTC+1) | Faeröer           | 1 – 0 | Canada | Ovara Vølli í Gundadali, Tórshavn Toeschouwers: 4.000 Scheidsrechter: Stig Frederiksson (SWE) |
| 14 april Vriendschappelijk № 2 «onderlinge duels» 18:30 (UTC+1) | Torkil Nielsen 4' |       |        | Ovara Vølli í Gundadali, Tórshavn Toeschouwers: 4.000 Scheidsrechter: Stig Frederiksson (SWE) |

|                                                               |         |                   |        | |
| 16 april Vriendschappelijk № 3 «onderlinge duels» 15:00 (UTC) | Faeröer | 0 – 1             | Canada | Klaksvíkar Ítróttarfelag Vøllur, Klaksvík Toeschouwers: 5.000 Scheidsrechter: Stig Frederiksson (SWE) |
| 16 april Vriendschappelijk № 3 «onderlinge duels» 15:00 (UTC) |         | 78' Drew Ferguson |        | Klaksvíkar Ítróttarfelag Vøllur, Klaksvík Toeschouwers: 5.000 Scheidsrechter: Stig Frederiksson (SWE) |

FSF · A-internationals · Statistieken · Bondscoaches · Faeröers vrouwenelftal · Faeröer U21 · Faeröer U20 · Faeröer U19 · Faeröer U18 · Faeröer U17 · Faeröer U16
1980 – 1989 ·
1990 – 1999 ·
2000 – 2009 ·
2010 – 2019 ·
2020 – 2029
1988 · 
1989 · 
1990 ·
1991 · 
1992 · 
1993 · 
1994 · 
1995 · 
1996 · 
1997 · 
1998 · 
1999 · 
2000 · 
2001 · 
2002 · 
2003 · 
2004 · 
2005 · 
2006 · 
2007 · 
2008 · 
2009 · 
2010 · 
2011 · 
2012 · 
2013 · 
2014 · 
2015 · 
2016 ·
2017 ·
2018 ·
2019 ·
2020 ·
2021 ·
2022 ·
2023 ·
2024
Albanië ·
Andorra ·
Armenië ·
Azerbeidzjan ·
België ·
Bosnië en Herzegovina ·
Canada ·
Cyprus ·
Denemarken ·
Duitsland ·
Estland ·
Finland ·
Frankrijk ·
Georgië ·
Gibraltar ·
Griekenland ·
Hongarije ·
Ierland ·
IJsland ·
Israël ·
Italië ·
Joegoslavië ·
Kazachstan ·
Kosovo ·
Kroatië ·
Letland · 
Liechtenstein ·
Litouwen ·
Luxemburg ·
Malta ·
Moldavië ·
Montenegro ·
Nederland ·
Noord-Ierland ·
Noord-Macedonië ·
Noorwegen ·
Oekraïne ·
Oostenrijk ·
Polen ·
Portugal ·
Roemenië ·
Rusland ·
San Marino ·
Schotland ·
Servië ·
Servië en Montenegro · 
Slovenië ·
Slowakije ·
Spanje ·
Thailand ·
Tsjechië ·
Tsjecho-Slowakije ·
Turkije ·
Wales ·
Zweden ·
Zwitserland
CONMEBOL: Bolivia · Chili  · Colombia · Ecuador · Uruguay

UEFA: Albanië · België · Bulgarije · Cyprus · Denemarken · West-Duitsland · Duitse Democratische Republiek · Engeland · Faeröer · Finland · Frankrijk · Griekenland · Hongarije · IJsland · Ierland · Israël · Italië · Joegoslavië ·  Liechtenstein · Luxemburg · Malta · Nederland · Noord-Ierland · Noorwegen · Oostenrijk · Polen · Portugal · Roemenië · San Marino · Schotland ·  Sovjet-Unie ·  Spanje · Tsjecho-Slowakije · Turkije · Wales ·  Zweden · Zwitserland

CAF: Madagaskar